# Ramsthal
Ramsthal là một đô thị ở huyện Bad Kissingen bang Bayern nước Đức. Đô thị Ramsthal có diện tích 10,42 km², dân số thời điểm ngày 31 tháng 12 năm 2006 là 1207 người.